# Палац Ярошинських (Дзвониха)
Дзвониха — давнє поселення у Брацлавській землі на Поділлі. Поселення було надане Федькови Дашкевичу литовським князем Вітовтом. До того ж «ключа» належали Тиврів, Пилява, Никиферовці, Кліщов. В XVI ст. поселенням володіють дідичі — Ярошинські. Франциск Ярошинський закладає свою резиденцію в Дзвонисі і будує тут палац.
Зала палацу була в стилі Людовика XIII з гобеленами та меблями, що були також покриті гобеленами, та привезені дружиною Франциска з французького замку. В палаці була велика бібліотека, рукописи з Тиврова, колекція старої зброї, колекція мап — Захарія Ярошинського. А також цінна колекція старовинних килимів (78 штук), портрети Захарія Ярошинського та його дружини пензля Лямпі. В оранжереї палацу знаходилось багато цитрусових дерев, агави, пальми. Тримали Ярошинські тут також великі стада коней англійської породи.

## Сучасний стан
Палац зруйнований російськими більшовиками.

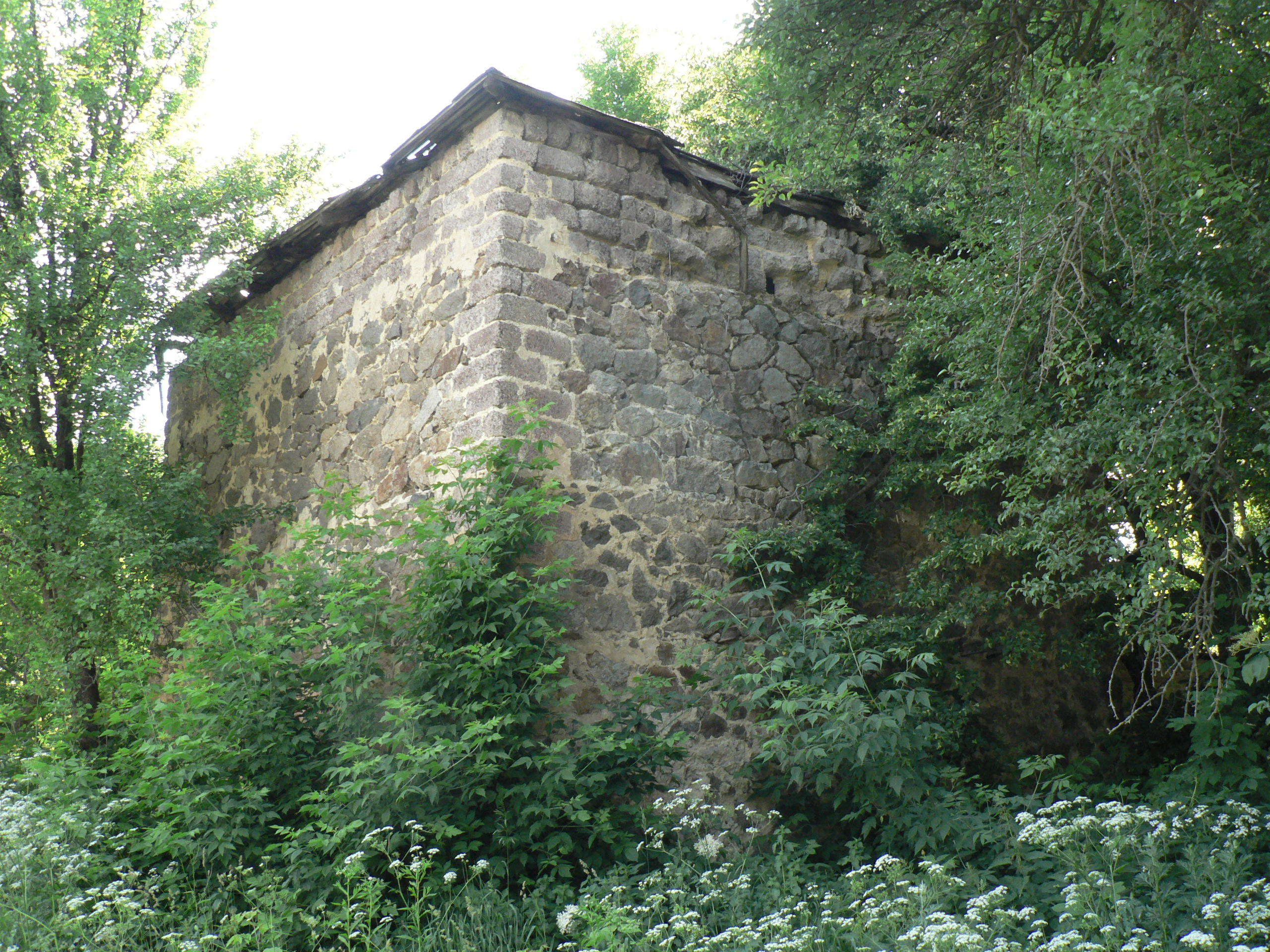
Господарська споруда
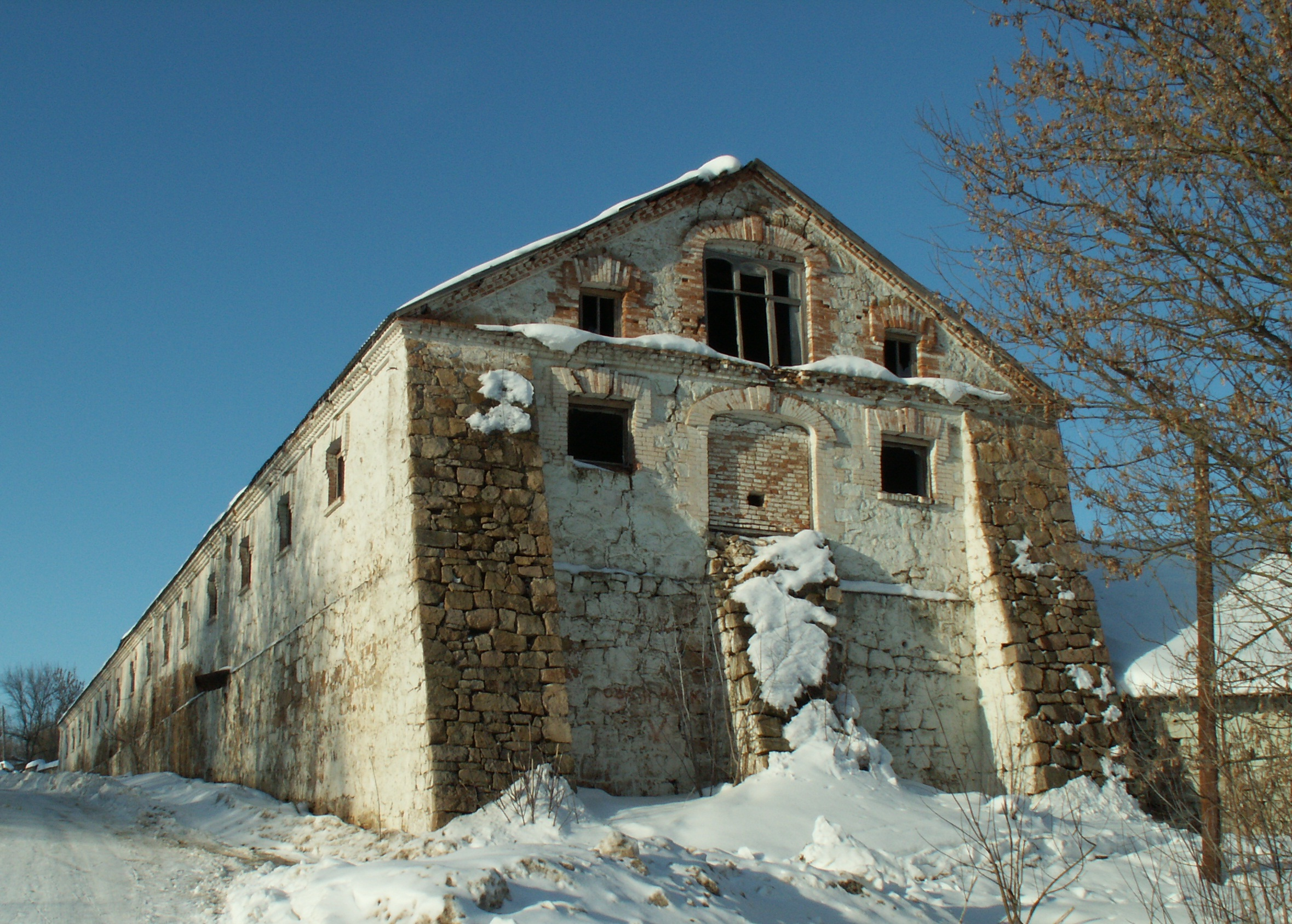
Конюшні Ярошинського
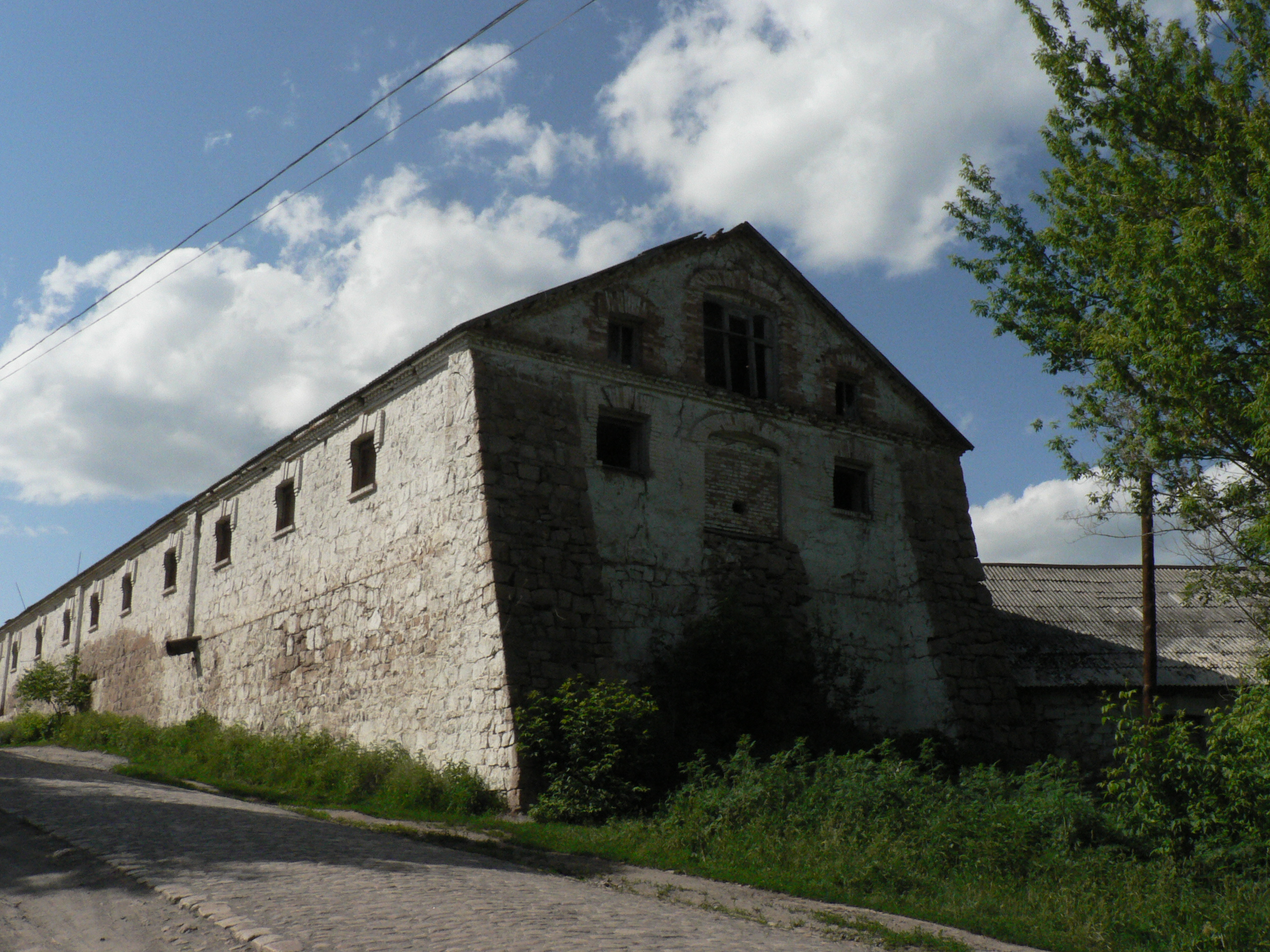
Конюшні
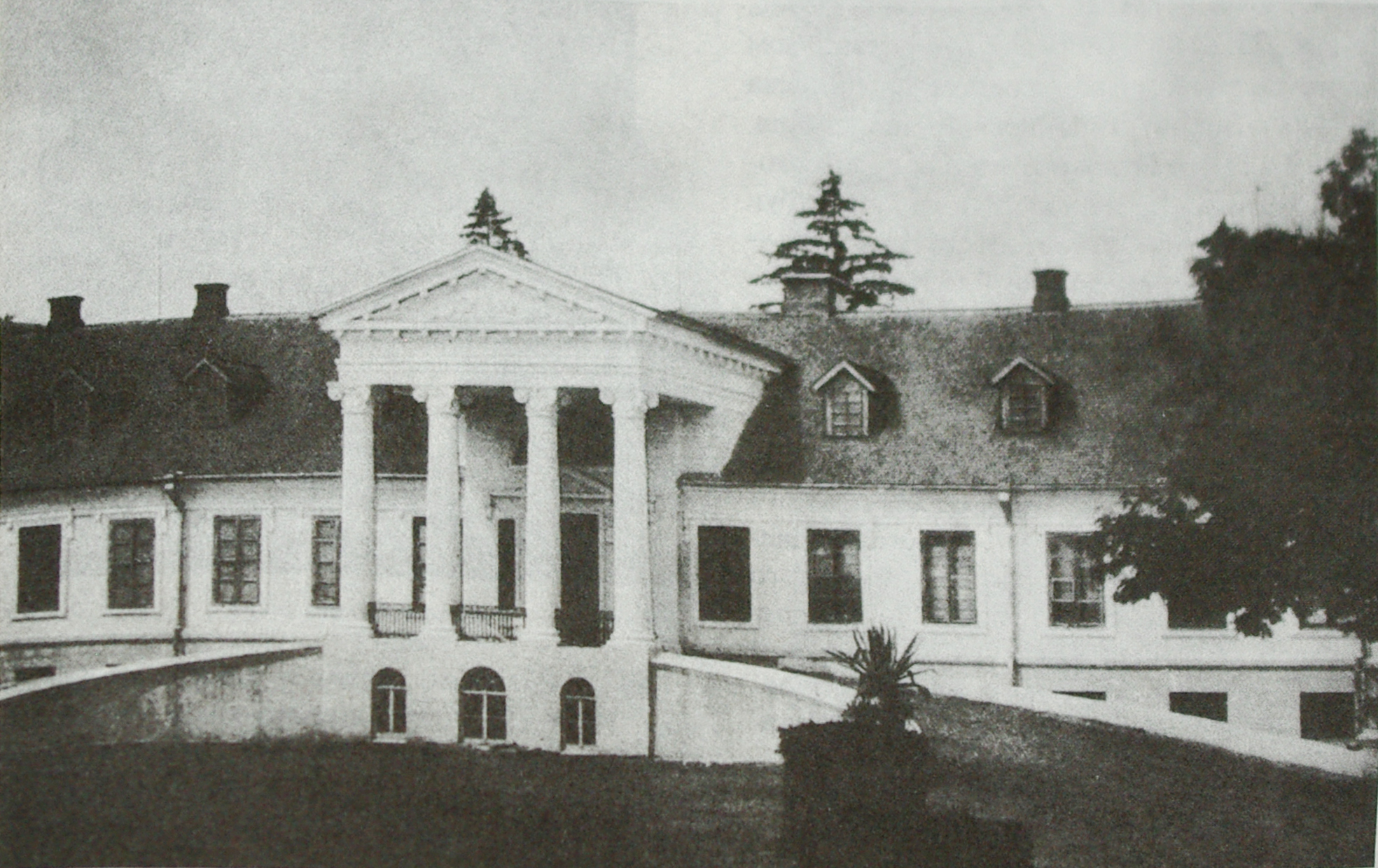
Палац Ярошинських
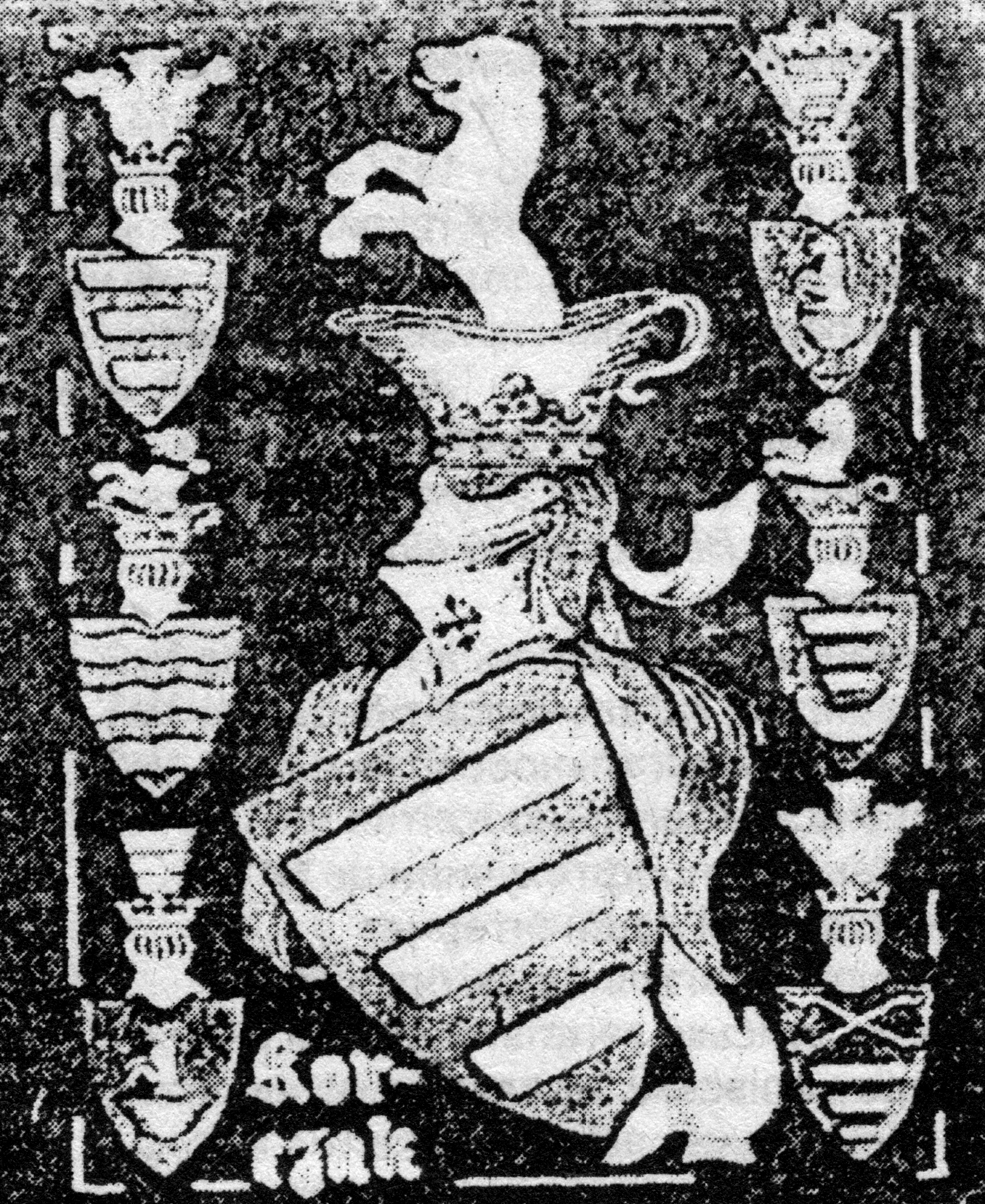
Герб Ярошинських